# Dlouhé 19. století

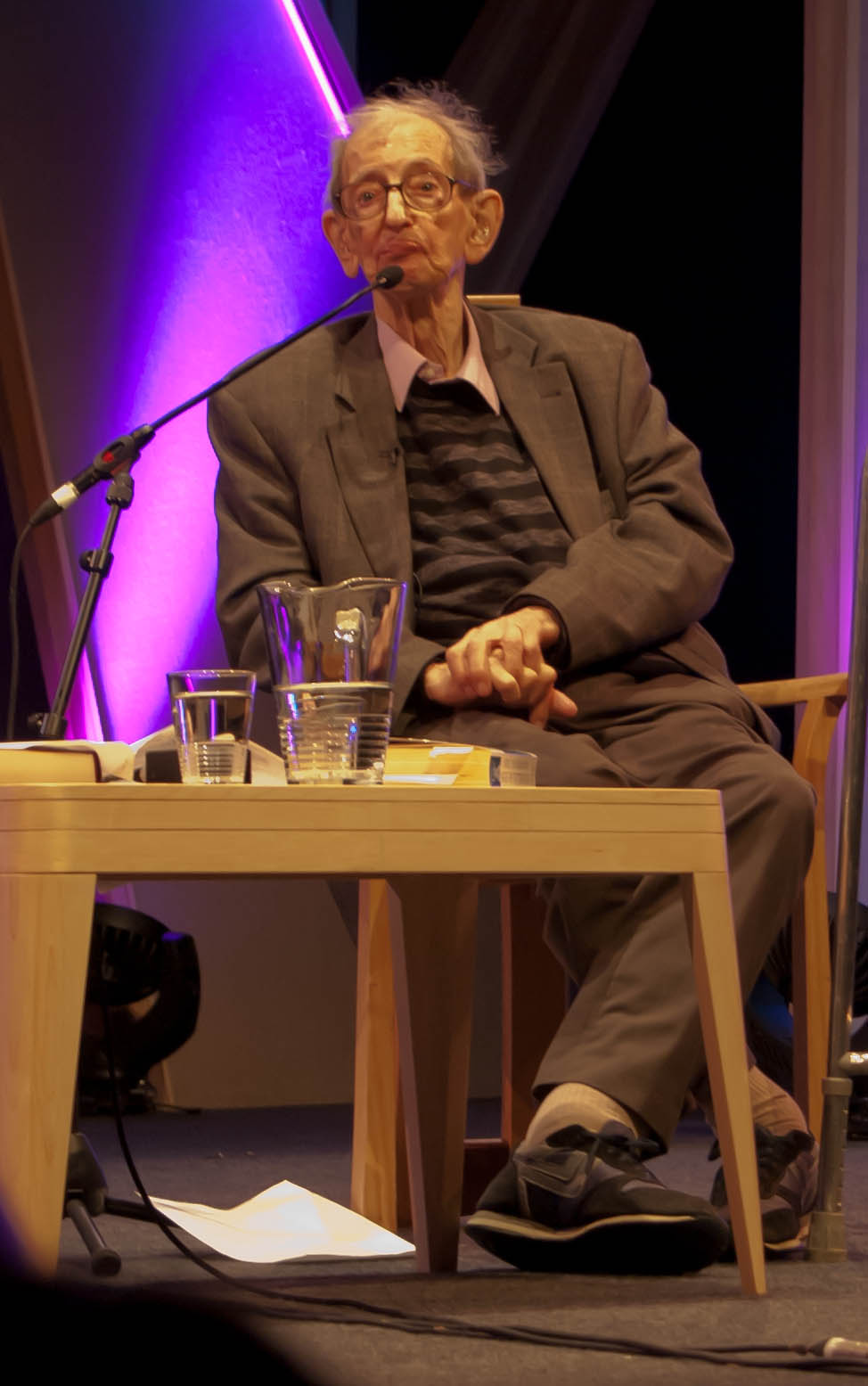
Historik Eric Hobsbawm, autor pojmu

Dlouhé devatenácté století“ je termín označující historické období trvající 125 let, které začíná vypuknutím Velké francouzské revoluce v roce 1789 a končí začátkem první světové války v roce 1914. Toto období zahrnuje zásadní politické, sociální, ekonomické a kulturní změny, které formovaly moderní svět.
Velká francouzská revoluce představovala zlom v evropských dějinách, kdy došlo k výraznému přehodnocení monarchistických a feudálních struktur a k rozvoji ideálů svobody, rovnosti a bratrství. Následující desetiletí byla poznamenána napoleonskými válkami, průmyslovou revolucí, růstem nacionalismu a rozvojem moderních států.
Období končí rokem 1914, kdy vypukla první světová válka, která znamenala konec starého evropského pořádku a začátek nové éry v mezinárodních vztazích a politice.
Termín „dlouhé devatenácté století“ zpopularizoval britský historik Eric Hobsbawm, který ho použil k vymezení této epochy v rámci svých prací zabývajících se dějinami moderní Evropy a světa. Hobsbawmova interpretace zdůrazňuje kontinuitu a souvislosti mezi událostmi, které by jinak mohly být vnímány jako izolované či nesouvisející. Tento koncept umožňuje komplexnější pochopení historických procesů a jejich vzájemných vztahů v daném časovém úseku.

## Charakteristika
Dlouhé devatenácté století je charakteristické jako období hlubokých společenských, politických a ekonomických proměn, které zásadně ovlivnily podobu moderního světa. Toto období bylo poznamenáno rychlou industrializací, jež přeměnila zemědělství, těžbu a výrobu, a vedla k výraznému hospodářskému růstu především v Evropě a Severní Americe. S tím souvisela i masivní urbanizace a demografické změny, kdy docházelo k migraci obyvatelstva do měst a k růstu nových společenských vrstev, jako bylo měšťanstvo a dělnictvo.
Politicky se dlouhé devatenácté století vyznačovalo vzestupem nacionalismu a formováním moderních národních států, které byly často výsledkem revolučních a osvobozeneckých hnutí. Osvícenství a ideály svobody, rovnosti a bratrství položily základy demokratizace a sekularizace společností. Současně však toto období provázely četné konflikty a války, například napoleonské války, revoluce v roce 1848 či americká občanská válka, které měly zásadní dopad na mezinárodní mocenské uspořádání.
Dlouhé devatenácté století bylo také obdobím intenzivního kolonialismu a imperialismu, kdy evropské mocnosti rozšiřovaly svá impéria v Africe, Asii a Oceánii, zatímco v Americe vznikaly nové republiky. Společenská struktura se proměňovala – šlechta si sice udržovala významné postavení, ale rostla role průmyslníků, podnikatelů a nově nobilitovaných elit, zatímco měšťanstvo získávalo stále větší vliv.